# Hà Lập Phong
Hà Lập Phong (tiếng Trung giản thể: 何立峰, bính âm Hán ngữ: Hé Lìfēng; sinh ngày 4 tháng 2 năm 1955, người Hán) là chính trị gia nước Cộng hòa Nhân dân Trung Hoa. Ông là Phó Tổng lý Quốc vụ viện, lãnh đạo cấp phó quốc gia, Ủy viên Bộ Chính trị khóa XX. Ông từng giữ chức vụ Chủ nhiệm Ủy ban Cải cách và Phát triển Quốc gia, từng công tác tại tỉnh Phúc Kiến và Thiên Tân, kinh qua các chức vụ Bí thư Thành ủy Phúc Châu, Bí thư Thành ủy Hạ Môn, Bí thư Khu ủy Tân Hải, Phó Bí thư Thành ủy Thiên Tân, Chủ tịch Ủy ban Hội nghị Hiệp thương Chính trị Nhân dân Trung Quốc thành phố Thiên Tân (Chính hiệp thành phố Thiên Tân) và năm 2014, ông được bổ nhiệm làm Phó Chủ nhiệm Ủy ban Cải cách và Phát triển Quốc gia.

## Xuất thân và giáo dục
Hà Lập Phong sinh ngày 4 tháng 2 năm 1955 tại huyện Hưng Ninh, nay là thành phố cấp huyện thuộc địa cấp thị Mai Châu tỉnh Quảng Đông. Tháng 8 năm 1973, ông đến huyện Vĩnh Định, tỉnh Phúc Kiến với tư cách là một thanh niên trí thức. Tháng 11 năm 1976, ông tham gia xây dựng đập thủy điện Sư Tượng Đàm. Sau khi khôi phục chế độ Cao Khảo, ông được nhận vào trường kinh tế Đại học Hạ Môn; ông học tài chính. Ông tiếp tục theo đuổi bằng thạc sĩ.

## Sự nghiệp
Sau khi tốt nghiệp, Hà Lập Phong bắt đầu làm việc tại Hạ Môn với tư cách là một nhà nghiên cứu cho đặc khu kinh tế. Tháng 10 năm 1984, ông bắt đầu làm việc cho chính phủ thành phố Hạ Môn, khởi đầu sự nghiệp chính trị. Ông công tác ở tỉnh Phúc Kiến trong khoảng 25 năm. Ông làm việc liên tục ở Hạ Môn, Tuyền Châu, Phúc Châu. Ở Hạ Môn, ông là Cục trưởng Cục Tài chính thành phố (vào thời điểm đó, Tập Cận Bình là Phó Thị trưởng Hạ Môn). Năm 1990, ông được bổ nhiệm làm Bí thư Khu ủy Hạnh Lâm (nay là Khu Hải Thương thuộc thành phố Hạ Môn). Tháng 2 năm 1995, ông làm Thị trưởng Tuyền Châu, sau đó được bổ nhiệm giữ chức vụ Bí thư Thành ủy Tuyền Châu. Ông nhận được bằng tiến sĩ kinh tế vào khoảng thời gian này. Tháng 4 năm 2000, ông nhậm chức Bí thư Thành ủy Phúc Châu. Tháng 12 năm 2001, ông được bầu làm Ủy viên Ban Thường vụ Tỉnh Phúc Kiến. Tháng 5 năm 2005, ông được bổ nhiệm làm Bí thư Thành ủy Hạ Môn.
Tháng 5 năm 2009, ông được chuyển đến Thiên Tân nhậm chức Phó Bí thư Thành ủy Thiên Tân, Bí thư Ủy ban Công tác Khu Tân Hải và Bí thư Khu ủy Đường Cô. Tháng 1 năm 2013, ông được bầu làm Chủ tịch Ủy ban Hội nghị Hiệp thương Chính trị Nhân dân Trung Quốc thành phố Thiên Tân (gọi tắt là Chính hiệp thành phố Thiên Tân). Tháng 6 năm 2014, ông được bổ nhiệm làm Phó Bí thư Ban Cán sự Đảng Ủy ban Cải cách và Phát triển Quốc gia kiêm Phó Chủ nhiệm Ủy ban Cải cách và Phát triển Quốc gia, hàm Bộ trưởng. Kể từ đó, ông nổi lên như một trong những nhân vật chính chịu trách nhiệm thúc đẩy các chính sách cải cách kinh tế. Tháng 2 năm 2017, ông được bổ nhiệm làm Chủ nhiệm Ủy ban Cải cách và Phát triển Quốc gia bởi Ủy ban Thường vụ Đại hội Đại biểu Nhân dân Toàn quốc. Ông là Ủy viên dự khuyết Ủy ban Trung ương Đảng Cộng sản Trung Quốc khóa XVIII, Ủy viên chính thức Ủy ban Trung ương Đảng Cộng sản Trung Quốc khóa XIX.

## Quốc vụ viện
Tháng 6 năm 2022, Hà Lập Phong được bầu làm đại biểu tham gia Đại hội Đảng Cộng sản Trung Quốc lần thứ XX từ đoàn đại biểu trung ương. Trong quá trình bầu cử tại đại hội, ông tái đắc cử là Ủy viên Ủy ban Trung ương Đảng Cộng sản Trung Quốc khóa XX, sau đó được bầu làm Ủy viên Bộ Chính trị trong Hội nghị toàn thể lần thứ nhất Ủy ban Trung ương khóa XX vào ngày 23 tháng 10 năm 2022, trở thành lãnh đạo cấp phó quốc gia. Ngày 12 tháng 3 năm 2023, tại kỳ họp thứ nhất của Đại hội đại biểu Nhân dân toàn quốc khóa XIV, với sự đề cử của Tổng lý Lý Cường, Hà Lập Phong được bầu làm Phó Tổng lý Quốc vụ viện Cộng hòa Nhân dân Trung Hoa.